# Чинку (комуна)
Чинку (рум. Cincu) — комуна у повіті Брашов в Румунії. До складу комуни входять такі села (дані про населення за 2002 рік):
- Тоаркла (342 особи)
- Чинку (1494 особи) — адміністративний центр комуни

Комуна розташована на відстані 193 км на північний захід від Бухареста, 68 км на північний захід від Брашова, 133 км на південний схід від Клуж-Напоки.

## Населення
За даними перепису населення 2002 року у комуні проживали 1836 осіб.
Національний склад населення комуни:
| Національність   | Кількість осіб | Відсоток |
| ---------------- | -------------- | -------- |
| румуни           | 1399           | 76,2%    |
| цигани           | 280            | 15,3%    |
| німці            | 78             | 4,2%     |
| угорці           | 71             | 3,9%     |
| росіяни-липовани | 5              | 0,3%     |
| євреї            | 1              | 0,1%     |
| італійці         | 1              | 0,1%     |

Рідною мовою назвали:
| Мова       | Кількість осіб | Відсоток |
| ---------- | -------------- | -------- |
| румунська  | 1644           | 89,5%    |
| німецька   | 76             | 4,1%     |
| угорська   | 61             | 3,3%     |
| циганська  | 54             | 2,9%     |
| італійська | 1              | 0,1%     |

Склад населення комуни за віросповіданням:
| Релігія                                       | Кількість осіб | Відсоток |
| --------------------------------------------- | -------------- | -------- |
| православні                                   | 1647           | 89,7%    |
| лютерани (Синодально-пресвітеріанська церква) | 74             | 4,0%     |
| римо-католики                                 | 37             | 2,0%     |
| лютерани (Аугсбурзького сповідання)           | 23             | 1,3%     |
| реформати                                     | 22             | 1,2%     |
| адвентисти                                    | 22             | 1,2%     |
| баптисти                                      | 4              | 0,2%     |
| унітарії                                      | 2              | 0,1%     |
| п'ятдесятники                                 | 1              | 0,1%     |
| атеїсти                                       | 1              | 0,1%     |